# Berengar de Narbona
Berengar o Berenguer de Narbona († 7 d'abril de 1162) fou arquebisbe de Narbona (20 de juliol de 1156 - 7 d'abril de 1162) fill del vescomte Eimeric I de Narbona (1105-1134) i de Mafalda de Pulla (fill de Robert Guiscard, duc de la Pulla) i germà uterí de Ramon Berenguer III de Barcelona. Era també oncle de la vescomtessa Ermengarda de Narbona.
El seu pare el va instal·lar com abat de Saint-Pons-de-Thomières quan encara era un infant; va agafar l'hàbit monàstic en aquesta abadia. Per la influència familiar va destacar en la seva tasca i vers el 1120 fou nomenat abat de la Grassa (càrrec en el qual apareix esmentat el 25 de novembre de 1133); el 13 de maig de 1139 el comte Gausfred III de Rosselló junt amb la seva dona Trencavella i el seu fill Guinard li van fer donació del domini de l'abadia de Sant Andreu de Sureda, a la diòcesi d'Elna, que va restar força temps en mans dels successius abats de la Grassa.
El 1156 fou nomenat arquebisbe de Narbona. El 1157 va ocupar per la força el monestir de Sant Feliu de Guíxols a la diòcesi de Girona, i el bisbe d'aquesta ciutat va llençar l'interdicte contra tots els dominis dependents de l'abadia de La Grassa i el va denunciar a Roma; no obstant aquest queixa no va tenir èxit i Berenguer va restar en funcions finc a la seva mort, i l'abadia de Sant Feliu de Guíxols encara depenia de la Grassa molt de temps després sota el papa Gregori IX (1227-1241)